# 迪米特 (德克薩斯州)
迪米特（英語：Dimmitt）是一個位於美國德克薩斯州卡斯特羅縣的城市。根據2010年美國人口普查，該地共人口4393人，而該地的面積約為8.40平方千米。同時該地也是卡斯特羅縣的縣治。

## 地理
迪米特的座標為34°32′57″N 102°18′55″W / 34.54917°N 102.31528°W，而該地的平均海拔高度為1181米（即3875英尺）。